# Radio Satkula

Logo

Radio Satkula (obersorbisch Radijo Satkula) ist ein Jugendmagazin in obersorbischer Sprache. Die Sendung wird vom Sorbischen Rundfunk des MDR in Bautzen produziert und ist nach dem Bach Satkula, einem Zufluss des Klosterwassers, benannt.
Die Hörfunksendung startete im April 1999 mit anfänglich einer Stunde Sendezeit. Nach den Anfragen und Wünschen von interessierten Hörern, konnte die Sendezeit ab dem 7. Mai 2001 auf zwei Stunden verlängert werden. Neben den Rundfunkarbeiten organisiert das Team von Radio Satkula auch Wettkämpfe für Jugendliche und Kinder in der Lausitz (z. B. Tour de Satkula).
Radio Satkula wird wöchentlich Montagabend gesendet.